# B1A4
B1A4 (koreanisch 비원에이포) ist eine südkoreanische Boygroup der zweiten K-Pop-Generation, die 2011 von WM Entertainment gegründet wurde. Ursprünglich eine fünfköpfige Gruppe, verließen Baro und Jinyoung im Juni 2018 die Gruppe. B1A4 besteht aus drei Mitgliedern: Sandeul, CNU, und Gongchan. Die Boygroup debütierte am 21. April 2011 mit dem Mini-Album Let’s Fly. Der offizielle Fanclub-Name lautet Bana.

## Geschichte

### 2011: Debüt mitLet’s FlyundIt B1A4
B1A4 wurde 2011 von WM Entertainment als deren erste Boygroup gegründet. B1A4 ist eine Abkürzung für Englisch „Be the One, All for One“, deutsch: „Sei der Eine, Alle für Einen“. Weitere Bedeutungen sind „1 Mitglied vom Typ (Blutgruppe) B und 4 Mitglieder vom Typ A“ und „5 Menschen werden eins und werden die Besten“. Vor ihrem Debüt waren die Mitglieder zwei Jahre Trainees bei WM Entertainment. Teamleiter war Jinyoung, seit seinem Ausstieg gibt es offiziell keinen Teamleiter. Allerdings kann Sandeul als Teamleiter angesehen werden, da er auch als Solokünstler bei WM Entertainment geführt wird.
Am 21. April 2011 debütierte B1A4 offiziell mit dem Mini-Album Let’s Fly und dem Titelsong O.K. Das Musikvideo O.K wurde bereits am 20. April auf YouTube veröffentlicht. Am 23. April trat die Gruppe mit ihrem Titelsong O.K erstmals öffentlich in „Show! Music Core“ von MBC auf.
Am 16. September erschien das zweite Mini-Album It B1A4 mit dem Titelsong Beautiful Target. Das zugehörige Musikvideo wurde am 16. September auf YouTube eingestellt.
Im Oktober 2011 gab WM Entertainment bekannt, dass B1A4 im Januar 2012 in Japan debütieren würde. Am 9. Dezember stellte sich die Gruppe unter dem Titel „B1A4 - Japan Showcase Live“ beim Shinagawa Stellar Ball in Tokio mit 9 Songs erstmals vor. Die Tickets für die beiden Konzerte waren innerhalb einer Minute ausverkauft.

### 2012:The B1A4 I [Ignition],The B1A4 I [Ignition] Special Edition, Japan-Debüt,In The Windund erstes Solokonzert

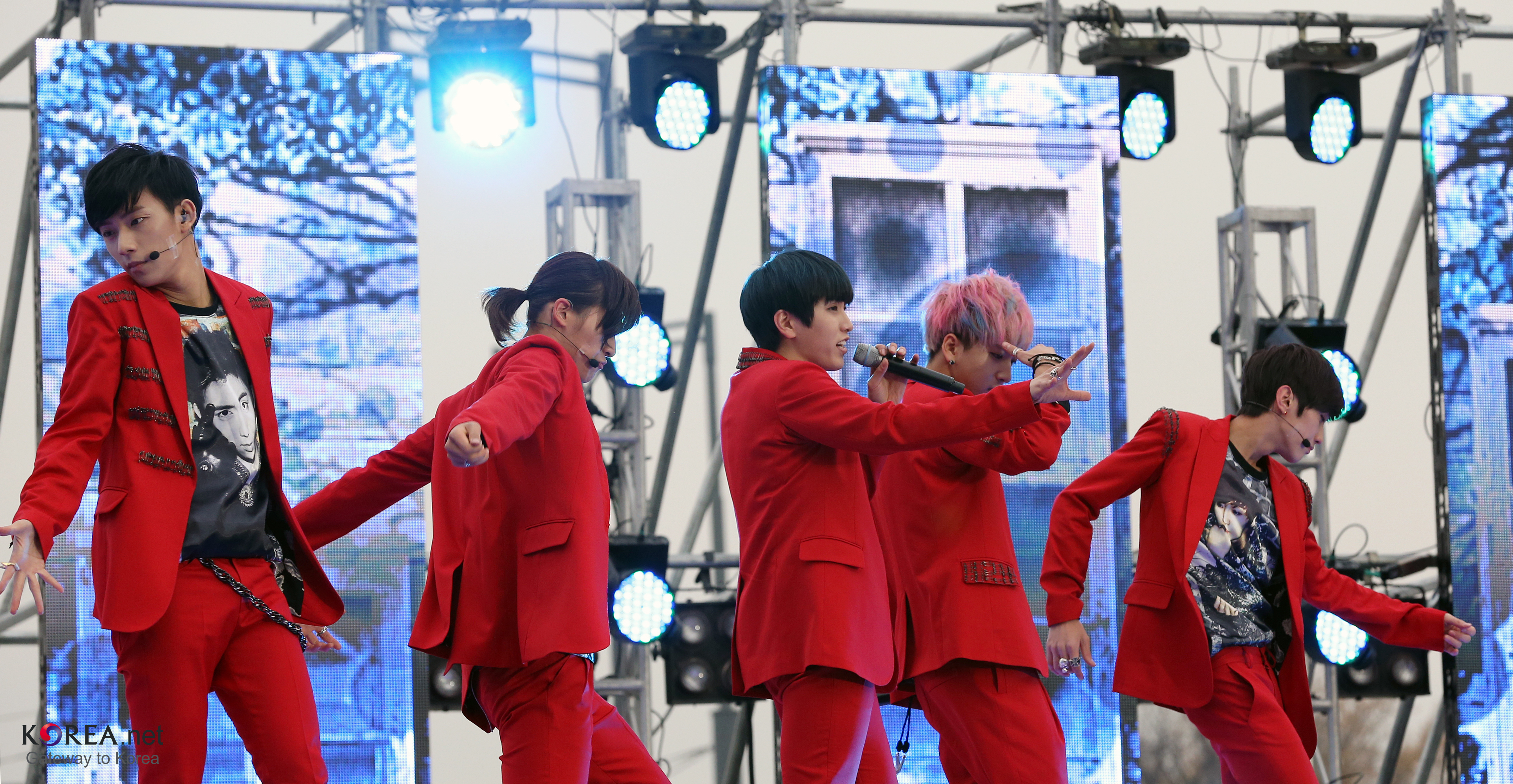
B1A4 im November 2012

Am 25. Januar 2012 erschien in Japan ein Compilation-Album mit den Titeln der Mini-Alben Let's Fly und It B1A4.
Das erste Studioalbum The B1A4 I [IGNITION] mit dem Titelsong Baby I’m Sorry und dem gleichnamigen Musikvideo wurde am 14. März veröffentlicht.
Am 24. Mai erschien die Neuauflage des Studioalbums unter dem Namen The B1A4 I [IGNITION] Special Edition mit dem neuen Titelsong Baby Good Night und dem zugehörigen Musikvideo.
Am 27. Juni debütierte B1A4 mit ihrer ersten Single Beautiful Target in Japan. Ihr erstes Comeback in Japan hatten sie am 29. August mit ihrer zweiten Single Oyasumi Good Night.
Am 12. November wurde das dritte Mini-Album In The Wind mit dem Titelsong Tried To Walk veröffentlicht. Das Musikvideo Tried To Walk wurde am 13. November auf YouTube hochgeladen.
Das erste Solokonzert „BABA B1A4“ der Gruppe fand am 8. und 9. Dezember im SK Olympic Handball Stadium in Seoul statt. Die 11.000 Konzerttickets gingen am 18. Oktober 2012 in den Verkauf und waren innerhalb von 10 Minuten ausverkauft.

### 2013: Japan-Konzerte,이게 무슨 일이야 (What’s happening?)und zweites Konzert

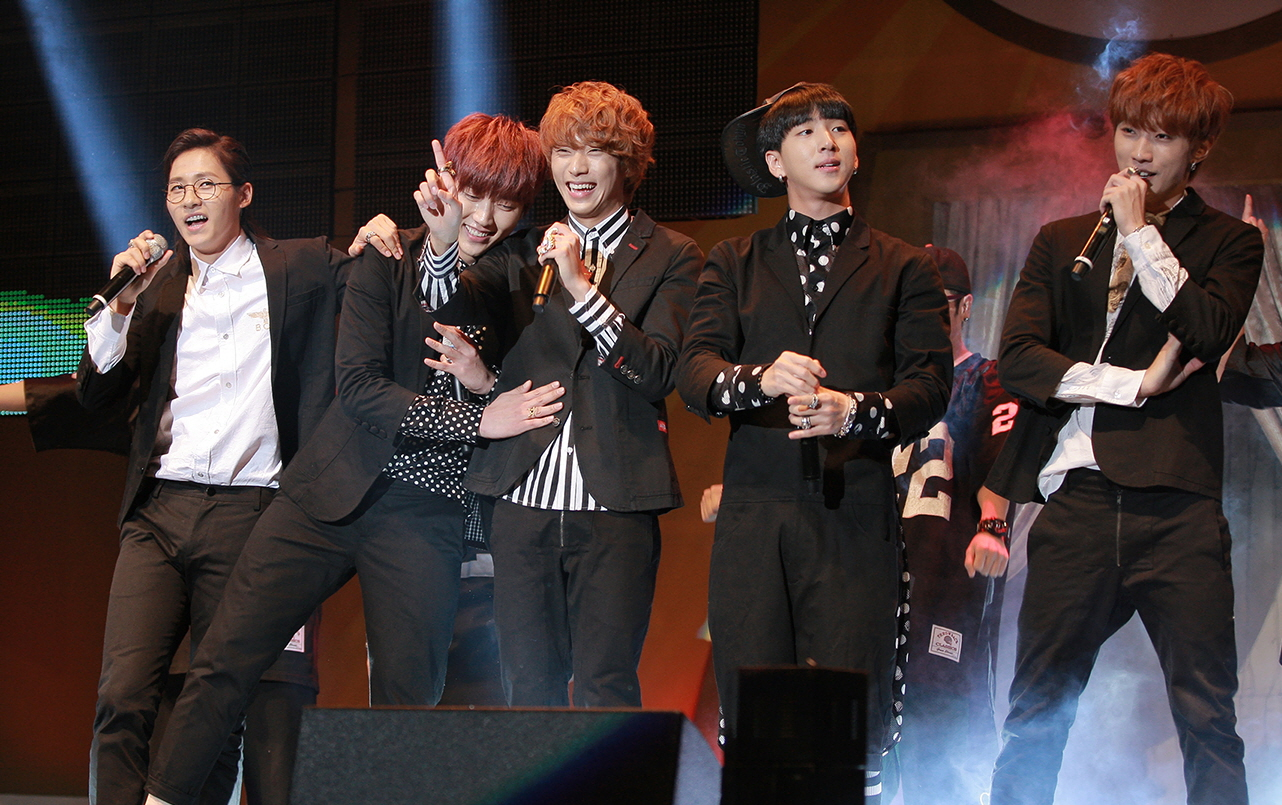
B1A4 im November 2013

Am 26. und 27. Januar 2013 gab B1A4 vor insgesamt 30.000 Fans Konzerte in der World Memorial Hall in Kobe und am 29. und 30. Januar in der Yokohama Arena in Yokohama.
Am 6. Mai wurde das vierte Mini-Album What's Happening? mit dem gleichnamigen Titelsong und am 7. Mai das zugehörige Musikvideo veröffentlicht. Am 18. Mai siegte B1A4 mit What's Happening? bei „Show! Music Core“.
WM Entertainment kündigte am 19. Juni das zweite Solokonzert von B1A4 an. Am 26. Juni startete der Ticketverkauf, die insgesamt 10.000 Konzerttickets waren in weniger als 5 Minuten ausverkauft.
Das fünftägige Konzert „Amazing Store“ fand vom 7. bis 11. August im Uniqlo AX in Seoul vor täglich 2.000 Zuschauern statt.

### 2014:Who Am I, drittes Konzert,Solo Dayund erste Welttournee

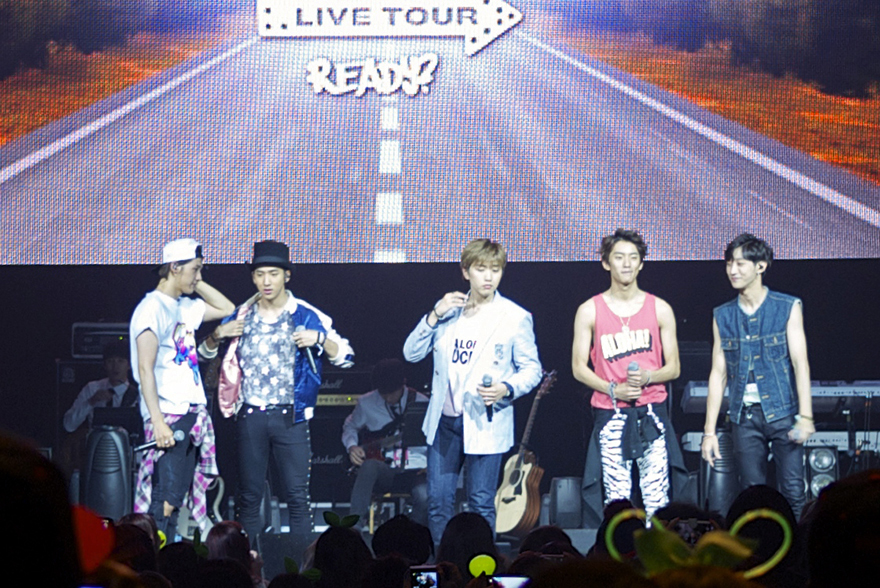
B1A4 im Rosemont Theatre am 5. Oktober 2014

Am 13. Januar 2014 erschien von B1A4 das zweite Studioalbum Who Am I mit dem Titelsong Lonely. Das Musikvideo Lonely erschien bereits am 12. Januar auf YouTube.
Vom 15. bis 16. Februar gab die Gruppe ihr drittes Konzert „B1A4 Concert THE CLASS“ im SK Olympic Handball Stadium. Am 1. März fand das Konzert in der KBS Hall in Busan statt.
B1A4 veröffentlichte am 14. Juli ihr fünftes Mini-Album Solo Day mit dem gleichnamigen Titelsong und dem Musikvideo. Am 25. Juni gab WM Entertainment bekannt, dass B1A4 im August ihre Auslandskonzerttour „B1A4 Road Trip READY?“ beginnen würde. Die Tournee fand vom 23. August mit Start in Taiwan bis 16. November mit dem Finale in Seoul statt. Die Konzerttour führte durch Shanghai, die Philippinen, Australien, die USA und Japan.

### 2015:Sweet Girl, zweite Welttournee und크리스마스잖아요 (It’s Christmas)
Am 21. Januar 2015 wurde die fünfte Single White Miracle (白いキセキ) in Japan veröffentlicht.
Am 10. August erschien das sechste Mini-Album Sweet Girl mit dem gleichnamigen Titelsong und dem Musikvideo.
Im Juli gab WM Entertainment bekannt, dass B1A4 ihre zweite Welttournee unternehmen würde. Die Tournee „Adventure 2015“ startete am 12. und 13. September in Seoul. Die Konzerte fanden in Dallas, Mexiko, Puerto Rico, Hongkong, Helsinki, Berlin, Madrid, Bogota, Santiago und Lima statt und endeten am 17. Februar 2016. Am 10. Dezember wurde die zweite digitale Single It’s Christmas veröffentlicht.

### 2016:Good Timing

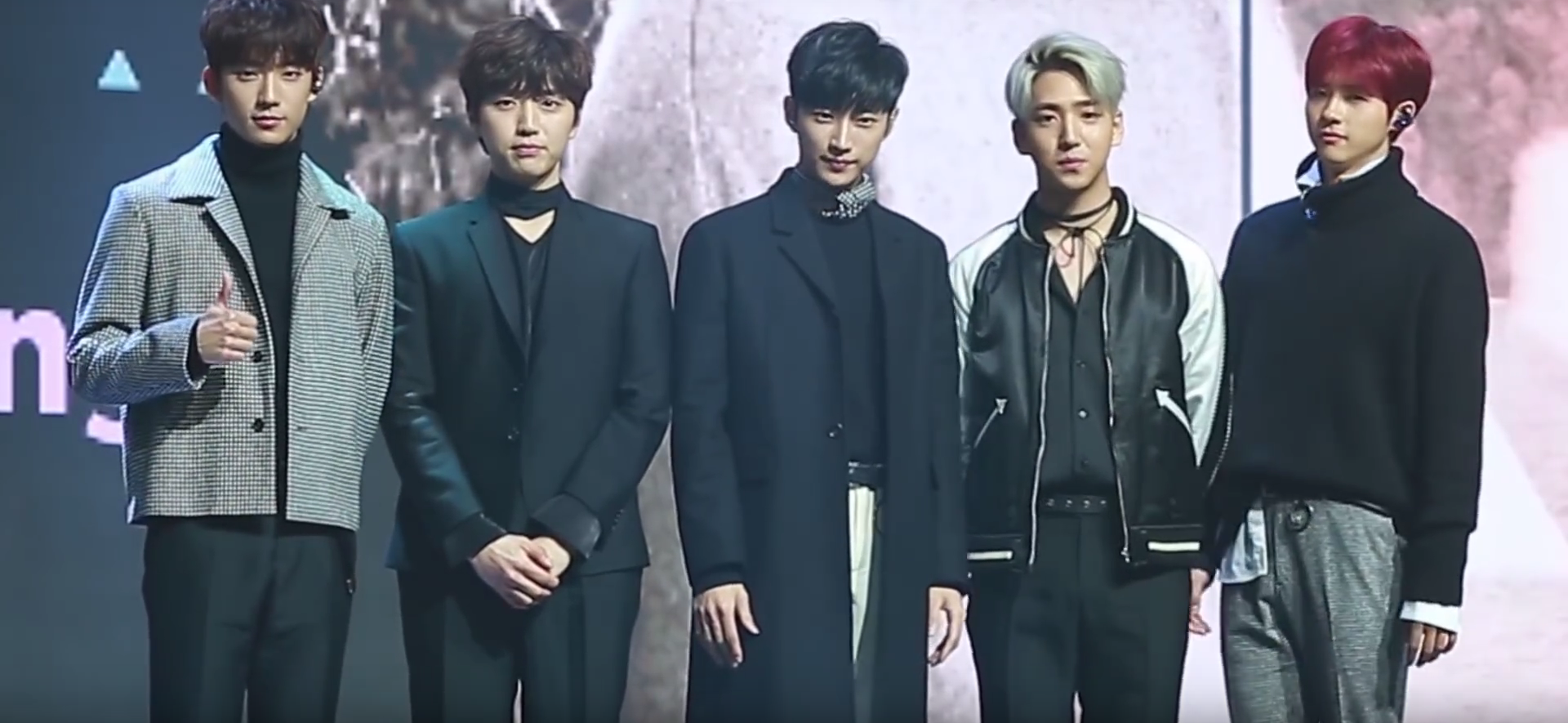
B1A4 im November 2016

Am 28. November 2016 wurde das dritte Studioalbum Good Timing mit dem Titelsong A Lie und dem zugehörigen Musikvideo veröffentlicht. Am gleichen Tag präsentierten sie ihr neues Album in der Yes24 Live Hall in Seoul.

### 2017:Rollin’
In der Samsung Card Hall in Seoul fand am 4., 5., 11. und 12. Februar 2017 das viertägige Konzert „B1A4 Live Space“ vor insgesamt 8.000 Zuschauern statt.
Im März veranstaltete B1A4 ihre zweite USA-Tournee mit dem Titel „B1A4 Four Nights in the U.S.“ und vier Konzerten in New York, Chicago, San Francisco und Los Angeles. Am 25. September erschien das siebte Mini-Album Rollin’ mit dem gleichnamigen Titelsong und dem zugehörigen Musikvideo.

### 2018: Ausstieg von Baro und Jinyoung
Am 30. Juni 2018 wurden die Verträge zwischen WM Entertainment und den B1A4 Mitgliedern CNU, Sandeul und Gongchan erneuert. Jinyoung und Baro verlängerten ihren Vertrag mit WM Entertainment nicht und verließen die Gruppe und WM Entertainment.
Am 16. November gab WM Entertainment bekannt, dass B1A4 in eine Boygroup mit drei Mitgliedern umorganisiert würde.
Aus der HELLO! WM-Reihe veröffentlichte WM Entertainment am 10. Dezember 2018 die digitale Single Timing auf Musikplattformen und als Musikvideo auf YouTube. Bei diesem Titel handelt es sich um einen gemeinschaftlichen Song der Gruppen B1A4, Oh My Girl und ONF. Der Songtext wurde von Mimi (Oh My Girl) und Wyatt (ONF) verfasst.

### 2019:반하는 날(A Day of Love)
B1A4 veranstaltete am 5. Januar 2019 ihr Fantreffen „BANA 5th Fan Meeting – Be the one All for One“ in der Olympiahalle im Olympiapark in Seoul.
Am 22. Januar trat CNU seinen Wehrdienst an.
Am 26. Januar veröffentlichte WM Entertainment von B1A4 die dritte digitale Single A Day of Love auf Musikplattformen.

### 2020:Origine
CNU beendete am 28. August 2020 seinen Wehrdienst.
WM Entertainment veröffentlichte am 4. September 2020 aus der HELLO! WM-Reihe die digitale Single 너와 나의 시대 (OURS) auf Musikplattformen und als Musikvideo auf YouTube. Bei diesem Titel handelt es sich um einen gemeinschaftlichen Song der Gruppen B1A4, Oh My Girl und ONF.
Am 29. September gab WM Entertainment bekannt, dass B1A4 am 19. Oktober ein Comeback-Album veröffentlichen würde. Das vierte Studioalbum Origine mit seinem Titelsong Like A Movie und dem Musikvideo erschien am 19. Oktober.

### 2021 bis 2022:10 Timesund거대한 말 (Adore You)
Anlässlich des 10-jährigen Debütjubiläums veröffentlichte die Gruppe am 23. April 2021 die digitale Single 10 Times. Das gleichnamige Musikvideo erschien auf YouTube.
Am 10. November wurde die vierte digitale Single Adore You veröffentlicht, ebenso das gleichnamige Musikvideo.
Am 11. November trat Sandeul seinen Wehrersatzdienst als Sozialarbeiter an. Ab diesem Zeitpunkt ruhten die Aktivitäten von B1A4.

### 2023: CNUs Vertragsverlängerung
Am 14. März 2023 gab WM Entertainment bekannt, dass CNU seinen Vertrag verlängert hätte und Gongchan aus gesundheitlichen Gründen vom Wehrdienst befreit wäre. Am 10. August wurde Sandeul aus seinem Wehrersatzdienst entlassen.

### 2024:Connectund Fankonzerte
Am 8. Januar 2024 hatten B1A4 mit ihrem achten Mini-Album Connect und dem Titelsong Rewind ihr Comeback. Das Musikvideo Rewind wurde am gleichen Tag auf YouTube veröffentlicht. Am 11. Januar stellte B1A4 den Titelsong in Mnets „M Countdown“ vor.
Am 7. März veröffentlichte WM Entertainment ein Gruppenplakat mit der Mitteilung, dass B1A4 aus Anlass des 13. Jahrestags ihres Debüts ein Fankonzert im April veranstalten würde.
Für das Fankonzert waren zwei Vorstellungen geplant. Weil die Tickets für beide Veranstaltungen umgehend ausverkauft waren, wurde die Veranstaltung um ein drittes Konzert erweitert. Das Fankonzert „B1A4 13th Anniversary FAN CONCERT – 13ANA = DAY“ fand in der Centennial Memorial Hall Concert Hall der Yonsei University in Seoul statt. Die Konzerttermine waren am 20. April um 19:00 Uhr und am 21. April um 14:00 und 18:00 Uhr.
WM Entertainment teilte am 24. September mit, dass die Gruppe im November aus Anlass ihres dreizehnten Debütjubiläums ein Fankonzert in Taiwan veranstalten würde.
Das Fankonzert „B1A4 13th Anniversary Fan Concert – 13ANA = DAY – in Taiwan“ veranstaltete die Gruppe am 10. November um 18:00 Uhr in der Sporthalle der Nationaluniversität Taipeh.

### 2025: B1A4 CONCERT „Singularity“, B1A4 & ONF CONCERT „FLY WITH LIGHT“ IN TAIPEI, B1A4 FAN-CON „Singularity: Our Time“ IN HONG KONG und B1A4 FAN-CON „Singularity: Our Time“ IN TOKYO
Am 21. März 2025 gab B1A4 bekannt, dass sie im Mai anlässlich ihres 14. Debütjubiläums das Solokonzert „Singularity“ geben würde.
WM Entertainment gab am 16. April bekannt, dass die Tickets bereits im Vorverkauf und im freien Verkauf ausverkauft wären und deshalb ein Zusatzkonzert stattfinden würde. B1A4 veranstaltete ihr Solokonzert „Singularity“ vom 9. Mai (Zusatzkonzert) bis 11. Mai in der Yes24 Live Hall in Seoul. Die Mitglieder gaben auch Soloauftritte. Die Konzerte wurden zusätzlich als Livestream übertragen.
Am 14. Mai teilte WM Entertainment mit, dass B1A4 und ONF im Juni das gemeinsame Konzert „FLY WITH LIGHT“ in Taipeh veranstalten würden.
B1A4 gab am 21. Mai bekannt, dass sie im Juli ein Fankonzert in Hongkong geben würde.
Das im Mai angekündigte Konzert „FLY WITH LIGHT“ fand gemeinsam mit ONF am 21. Juni im Taipei International Convention Center (TICC) in Taipeh statt.
Am 28. Juni wurde bekannt gegeben, dass B1A4 im Juli ein Fankonzert in Japan geben würde.
Die angekündigten Fankonzerte „Singularity: Our Time“ fanden am 11. Juli in Hongkong und am 21. Juli in Tokio statt.

## Mitglieder
| Bild (2013)          | Name          | Geburtsname           | Geburtstag (Alter)     | Geburtsort | Position         |
| -------------------- | ------------- | --------------------- | ---------------------- | ---------- | ---------------- |
|                      | CNU 신우      | Shin Dong-woo 신동우  | 16. Juni 1991 (34)     | Cheongju   | Vocal, Rap       |
|                      | Sandeul 산들  | Lee Jung-hwan 이정환  | 20. März 1992 (33)     | Busan      | Vocal            |
|                      | Gongchan 공찬 | Gong Chan-shik 공찬식 | 14. August 1993 (31)   | Suncheon   | Vocal            |
| Ehemalige Mitglieder |               |                       |                        |            |                  |
|                      | Baro 바로     | Cha Sun-woo 차선우    | 5. September 1992 (32) | Gwangju    | Rap              |
|                      | Jinyoung 진영 | Jung Jin-young 정진영 | 18. November 1991 (33) | Suncheon   | Vocal Teamleiter |

## Fanclub
BANA (koreanisch 바나) ist der offizielle Name des Fanclubs von B1A4 und wurde am 20. Juli 2020 veröffentlicht. BA steht für B1A4 und NA für die Fans. Bana ist eine Kurzform von Banada (koreanisch 반하다). Das bedeutet „verliebt in“, weil B1A4 ihre Fans liebt. Die offizielle Fanclub-Farbe ist Pastell-Apfel-Limette. Die Mitgliedschaft im Fanclub gilt ca. ein Jahr und ist kostenpflichtig. Der Fanclub wird auf der Fan-Plattform Weverse gehostet. Am 12. März 2024 hatte Bana 58.339 Mitglieder, am 25. September 2024 waren es 64.300 Mitglieder. Am 23. Juni 2025 hatte der Fanclub 82.800 Mitglieder.

## Diskografie

### Studioalben
| Jahr                       | Titel                             | Höchstplatzierung, Gesamtwochen, AuszeichnungChartplatzierungen (Jahr, Titel, Platzierungen, Wochen, Auszeichnungen, Anmerkungen) | Höchstplatzierung, Gesamtwochen, AuszeichnungChartplatzierungen (Jahr, Titel, Platzierungen, Wochen, Auszeichnungen, Anmerkungen) | Anmerkungen                                                                |
| Jahr                       | Titel                             | KR | JP | Anmerkungen                                                                |
| -------------------------- | --------------------------------- | --- | --- | -------------------------------------------------------------------------- |
| Südkoreanische Studioalben |                                   | | |                                                                            |
|                            |                                   | | |                                                                            |
| 2012                       | Ignition                          | KR2 (20 Wo.)KR | — | Erstveröffentlichung: 14. März 2012 Verkäufe KR: + 114.622; JP: + 12.903   |
| 2012                       | The B1A4 Ignition Special Edition | KR1 (67 Wo.)KR | JP42 (3 Wo.)JP | Erstveröffentlichung: 24. Mai 2012                                         |
| 2014                       | Who Am I                          | KR1 (16 Wo.)KR | JP88 (1 Wo.)JP | Erstveröffentlichung: 13. Januar 2014 Verkäufe KR: + 126.561; JP: + 8.304  |
| 2016                       | Good Timing                       | KR1 (9 Wo.)KR | — | Erstveröffentlichung: 28. November 2016 Verkäufe KR: + 77.390; JP: + 1.526 |
| 2020                       | Origine                           | KR6 (18 Wo.)KR | — | Erstveröffentlichung: 19. Oktober 2020 Verkäufe KR: + 46.186; JP: + 2.013  |
| Japanische Studioalben     |                                   | | |                                                                            |
|                            |                                   | | |                                                                            |
| 2012                       | 1                                 | KR26 (2 Wo.)KR | JP5 (5 Wo.)JP | Erstveröffentlichung: 24. Oktober 2012 Verkäufe JP: + 20.547               |
| 2014                       | 2                                 | KR27 (2 Wo.)KR | JP9 (4 Wo.)JP | Erstveröffentlichung: 19. März 2014 Verkäufe JP: + 13.971                  |
| 2016                       | 3                                 | — | JP4 (2 Wo.)JP | Erstveröffentlichung: 16. März 2016 Verkäufe JP: + 11.752                  |
| 2017                       | 4                                 | KR48 (1 Wo.)KR | JP5 (2 Wo.)JP | Erstveröffentlichung: 14. Juni 2017 Verkäufe JP: + 9.167                   |
| 2018                       | 5                                 | — | JP19 (2 Wo.)JP | Erstveröffentlichung: 27. Juni 2018 Verkäufe JP: + 6.750                   |

### Kompilationen
| Jahr | Titel                           | Höchstplatzierung, Gesamtwochen, AuszeichnungChartplatzierungen (Jahr, Titel, Platzierungen, Wochen, Auszeichnungen, Anmerkungen) | Höchstplatzierung, Gesamtwochen, AuszeichnungChartplatzierungen (Jahr, Titel, Platzierungen, Wochen, Auszeichnungen, Anmerkungen) | Anmerkungen                                                |
| Jahr | Titel                           | KR | JP | Anmerkungen                                                |
| ---- | ------------------------------- | --- | --- | ---------------------------------------------------------- |
| 2012 | Let’s Fly / It B1A4             | — | JP25 (4 Wo.)JP | Erstveröffentlichung: 25. Januar 2012 Verkäufe JP: + 5.000 |
| 2012 | Super Hits -Asian Edition-      | — | — | Erstveröffentlichung: 2. November 2012 Verkäufe JP: + 366  |
| 2013 | Super Hits 2 -Asian Edition-    | — | — | Erstveröffentlichung: 28. Juni 2013                        |
| 2015 | Miracle Radio -2.5kHz- vol.1    | — | JP41 (1 Wo.)JP | Erstveröffentlichung: 11. März 2015                        |
| 2015 | Miracle Radio -2.5kHz- vol.2    | — | JP55 (1 Wo.)JP | Erstveröffentlichung: 11. März 2015                        |
| 2015 | Miracle Radio -2.5kHz- vol.3    | — | JP78 (1 Wo.)JP | Erstveröffentlichung: 11. März 2015                        |
| 2015 | Miracle Radio -2.5kHz- vol.4    | — | JP51 (1 Wo.)JP | Erstveröffentlichung: 11. März 2015                        |
| 2015 | Miracle Radio -2.5kHz- vol.5    | — | JP53 (1 Wo.)JP | Erstveröffentlichung: 11. März 2015                        |
| 2017 | B1A4 Fan Hits Korea             | — | JP72 (1 Wo.)JP | Erstveröffentlichung: 8. März 2017                         |
| 2018 | B1A4 Station Kiss               | — | — | Erstveröffentlichung: 21. Februar 2018                     |
| 2018 | B1A4 Station Circle             | — | JP270 (1 Wo.)JP | Erstveröffentlichung: 21. Februar 2018                     |
| 2018 | B1A4 Station Triangle           | — | — | Erstveröffentlichung: 21. Februar 2018                     |
| 2018 | B1A4 Station Square             | — | — | Erstveröffentlichung: 21. Februar 2018                     |
| 2018 | B1A4 Japan Best Album 2012–2018 | — | JP86 (1 Wo.)JP | Erstveröffentlichung: 26. September 2018                   |

### EPs
| Jahr | Titel             | Höchstplatzierung, Gesamtwochen, AuszeichnungChartplatzierungen (Jahr, Titel, Platzierungen, Wochen, Auszeichnungen, Anmerkungen) | Höchstplatzierung, Gesamtwochen, AuszeichnungChartplatzierungen (Jahr, Titel, Platzierungen, Wochen, Auszeichnungen, Anmerkungen) | Anmerkungen                                                               |
| Jahr | Titel             | KR | JP | Anmerkungen                                                               |
| ---- | ----------------- | --- | --- | ------------------------------------------------------------------------- |
| 2011 | Let’s Fly         | KR6 (95 Wo.)KR | — | Erstveröffentlichung: 21. April 2011 Verkäufe KR: + 44.090                |
| 2011 | It B1A4           | KR2 (69 Wo.)KR | — | Erstveröffentlichung: 16. September 2011 Verkäufe KR: + 58.612            |
| 2012 | In the Wind       | KR1 (34 Wo.)KR | JP34 (1 Wo.)JP | Erstveröffentlichung: 12. November 2012 Verkäufe KR: + 79.931; JP: 8.457  |
| 2013 | What’s Happening? | KR1 (34 Wo.)KR | JP109 (1 Wo.)JP | Erstveröffentlichung: 8. Mai 2013 Verkäufe KR: + 104.279; JP: 4.793       |
| 2014 | Solo Day          | KR1 (10 Wo.)KR | JP209 (1 Wo.)JP | Erstveröffentlichung: 14. Juli 2014 Verkäufe KR: + 86.711                 |
| 2015 | Sweet Girl        | KR2 (9 Wo.)KR | — | Erstveröffentlichung: 10. August 2015 Verkäufe KR: + 65.626; JP: 2.098    |
| 2017 | Rollin’           | KR1 (12 Wo.)KR | — | Erstveröffentlichung: 25. September 2017 Verkäufe KR: + 82.291; JP: 4.407 |
| 2024 | Connect           | KR13 (6 Wo.)KR | — | Erstveröffentlichung: 8. Januar 2024 Verkäufe KR: + 32.483                |

### Singles
| Jahr                   | Titel Album                                               | Höchstplatzierung, Gesamtwochen, AuszeichnungChartplatzierungen (Jahr, Titel, Album, Platzierungen, Wochen, Auszeichnungen, Anmerkungen) | Höchstplatzierung, Gesamtwochen, AuszeichnungChartplatzierungen (Jahr, Titel, Album, Platzierungen, Wochen, Auszeichnungen, Anmerkungen) | Anmerkungen                                                    |
| Jahr                   | Titel Album                                               | KR | JP | Anmerkungen                                                    |
| ---------------------- | --------------------------------------------------------- | --- | --- | -------------------------------------------------------------- |
| Südkoreanische Singles |                                                           | | |                                                                |
|                        |                                                           | | |                                                                |
| 2011                   | O.K Let’s Fly                                             | KR90 (1 Wo.)KR | — | Erstveröffentlichung: 2011 Verkäufe KR: + 90.632               |
| 2011                   | Only Learned Bad Things (못된 것만 배워서) Let’s Fly      | KR149 (1 Wo.)KR | — | Erstveröffentlichung: 2011 Verkäufe KR: + 43.813               |
| 2011                   | Beautiful Target It B1A4                                  | KR66 (3 Wo.)KR | — | Erstveröffentlichung: 2011 Verkäufe KR: + 309.925              |
| 2011                   | My Love It B1A4                                           | — | — | Erstveröffentlichung: 2011                                     |
| 2012                   | This Time Is Over Ignition                                | KR44 (1 Wo.)KR | — | Erstveröffentlichung: 2012 Verkäufe KR: + 142.232              |
| 2012                   | Baby I’m Sorry Ignition                                   | KR19 (5 Wo.)KR | — | Erstveröffentlichung: 2012 Verkäufe KR: + 654.903              |
| 2012                   | Baby Good Night (잘자요 굿나잇) Ignition: Special Edition | KR13 (13 Wo.)KR | — | Erstveröffentlichung: 2012 Verkäufe KR: + 1.070.830            |
| 2012                   | Tried to Walk (걸어 본다) In the Wind                     | KR8 (7 Wo.)KR | — | Erstveröffentlichung: 2012 Verkäufe KR: + 537.290              |
| 2013                   | What’s Happening? (이게 무슨 일이야) What’s Happening?    | KR9 (11 Wo.)KR | — | Erstveröffentlichung: 2013 Verkäufe KR: + 680.521              |
| 2014                   | Lonely (없구나) Who Am I                                  | KR2 (12 Wo.)KR | — | Erstveröffentlichung: 2014 Verkäufe KR: + 695.394              |
| 2014                   | Solo Day                                                  | KR7 (6 Wo.)KR | — | Erstveröffentlichung: 2014 Verkäufe KR: + 332.066              |
| 2015                   | Sweet Girl                                                | KR11 (4 Wo.)KR | — | Erstveröffentlichung: 2015 Verkäufe KR: + 137.175              |
| 2015                   | It’s Christmas –                                          | KR45 (2 Wo.)KR | — | Erstveröffentlichung: 2015 Verkäufe KR: + 88.201               |
| 2016                   | A Lie (거짓말이야) Good Timing                            | KR8 (5 Wo.)KR | — | Erstveröffentlichung: 2016 Verkäufe KR: + 246.119              |
| 2017                   | Rollin’                                                   | KR24 (3 Wo.)KR | — | Erstveröffentlichung: 2017 Verkäufe KR: + 110.281              |
| 2019                   | A Day of Love (반하는 날) –                               | — | — | Erstveröffentlichung: 2019                                     |
| 2020                   | Like A Movie (영화처럼) Origine                           | KR145 (1 Wo.)KR | — | Erstveröffentlichung: 2020                                     |
| 2021                   | 10 Times –                                                | — | — | Erstveröffentlichung: 2021                                     |
| 2021                   | Adore You (거대한 말) –                                   | — | — | Erstveröffentlichung: 2021                                     |
| 2024                   | Rewind Connect                                            | — | — | Erstveröffentlichung: 2024                                     |
| Japanische Singles     |                                                           | | |                                                                |
|                        |                                                           | | |                                                                |
| 2012                   | Beautiful Target 1                                        | — | JP4 (7 Wo.)JP | Erstveröffentlichung: 27. Juni 2012 Verkäufe JP: + 36.521      |
| 2012                   | Oyasumi Good Night 1                                      | — | JP4 (4 Wo.)JP | Erstveröffentlichung: 29. August 2012 Verkäufe JP: + 37.961    |
| 2013                   | What’s Happening? What – Why? 2                           | — | JP3 (4 Wo.)JP | Erstveröffentlichung: 28. August 2013 Verkäufe JP: + 47.646    |
| 2014                   | Solo Day 3                                                | — | JP3 (3 Wo.)JP | Erstveröffentlichung: 10. September 2014 Verkäufe JP: + 47.479 |
| 2015                   | White Miracle 3                                           | — | JP3 (3 Wo.)JP | Erstveröffentlichung: 21. Januar 2015 Verkäufe JP: + 69.477    |
| 2015                   | Happy Days 3                                              | — | JP3 (2 Wo.)JP | Erstveröffentlichung: 18. November 2015 Verkäufe JP: + 39.953  |
| 2017                   | You and I 4                                               | — | JP6 (2 Wo.)JP | Erstveröffentlichung: 8. März 2017 Verkäufe JP: + 16.216       |
| 2017                   | Follow Me 4                                               | — | JP24 (3 Wo.)JP | Erstveröffentlichung: 24. Mai 2017 Verkäufe JP: + 4.056        |
| 2018                   | Do You Remember 5                                         | — | JP2 (2 Wo.)JP | Erstveröffentlichung: 7. Februar 2018 Verkäufe JP: + 13.090    |
| 2018                   | Aerumade 5                                                | — | JP5 (5 Wo.)JP | Erstveröffentlichung: 10. April 2018 Verkäufe JP: + 25.316     |

## Musikvideos
| Titel                             | Veröffentlichung   |
| --------------------------------- | ------------------ |
| O.K                               | 20. April 2011     |
| Beautiful Target                  | 16. September 2011 |
| Beautiful Target (ZOOM ZOOM Ver.) | 6. Oktober 2011    |
| Baby I’m Sorry                    | 14. März 2012      |
| Baby Good Night                   | 24. Mai 2012       |
| Tried To Walk                     | 13. November 2012  |
| What’s Happening?                 | 07. Mai 2013       |
| Lonely                            | 12. Januar 2014    |
| Solo Day                          | 13. Juli 2014      |
| Sweet Girl                        | 9. August 2015     |
| Only learned bad things           | 2. März 2016       |
| 거짓말이야 (A Lie)                | 27. November 2016  |
| Rollin’                           | 25. September 2017 |
| A Day of Love                     | 26. Januar 2019    |
| Like a Movie                      | 19. Oktober 2020   |
| 10 Times                          | 23. April 2021     |
| Adore You                         | 10. November 2021  |
| Rewind                            | 8. Januar 2024     |

## Auszeichnungen

### Preisverleihungen

#### 2011
- SBS MTV Best of the Best – Hot Debut Star: Rookie of the Year[95]
- Golden Disk Awards – Rookie Award[96]
- Seoul Music Awards – Rookie Award[97][98]
- Wave K's Super Rookies – Super Rookies for 2012[99]

#### 2012
- Gaon Chart K-Pop Awards – Rookie Artists, Group Male[100]
- Asia Song Festival – New Asian Artist Award[101]

#### 2013
- Japan Gold Disc Awards – Best New Artist[102]
- Japan Gold Disc Awards – Best 3 New Artists[102]
- Golden Disk Awards – Disk Bonsang[103]

#### 2014
- Seoul Music Awards – Popularity Award[104]
- Seoul Music Awards – Bonsang[104]
- Golden Disk Awards – Disk Bonsang[105]

#### 2015
- Golden Disk Awards – Album Bonsang[106]
- Seoul Music Awards – Bonsang[107]

#### 2016
- Korean Best Dresser SWAN Award – Best Dressed Male Singer[108]